# Chauchila
Chauchila (Chaushila, Toholo, Valley Yokuts)/Chauchila = 'murderers' , naziv dolazi po njihovoj ratobornoj prirodi. Po imenu plemena grad Chowchilla dobio je ime./, ratoborno pleme američkih Indijanaca porodice Mariposan, naseljeno na rijeci Chowchilla u Kaliforniji. Chauchile su jezično srodni cijelom nizu manjih plemena koja čine jednu od tri glavne skupine Yokuta, Chauchila ili Valley Yokuts, koji se dalje dijele na Northern Valley Yokuts i Southern Valley Yokuts. ostale dvije Yokuts skupine su Northern Foothill Yokuts ili Chukchansi, i Southern Foothill Yokuts ili Buena Vista Yokuts.
Chauchila vlastiti pripadaju sjevernoj skupini, a njihovo selo je bilo Shehamniu na rijeci Chowchilla blizu Buchanan. Drugo selo, Halau (blizu Berenda), možda je pripadalo plemenu Heuchi čije je stanište bilo na rijeci Fresno, i također pripadaju široj skupini Chauchila.